# Japan (группа)
Japan (с англ. — «Япония») — британская глэм-рок/нью-вейв-группа, образованная в 1974 году в Люишеме, юго-восточном пригороде Лондона. В начале своей карьеры, до 1978 года включительно, Japan исполняли глэм-рок, созвучный музыке Дэвида Боуи, New York Dolls и Roxy Music — исполнителей, с которыми их часто сравнивали. Однако впоследствии группа сменила стиль и создала собственную разновидность «стильного синти-попа», став (согласно AllMusic) одним из «самых захватывающих и успешных коллективов своего времени».
Три из пяти студийных альбомов Japan имеют «золотой» статус от BPI, но самым успешным в Британии был концертник, дополненный несколькими новыми композициями, записанными в студии, — Oil on Canvas (#5, 1983). Наивысшего результата в UK Singles Chart группа достигла с синглами Ghosts (#5, 1982) с альбома Tin Drum и I Second That Emotion (#9, 1982). После распада группы её солист Дэвид Силвиан (англ. David Sylvian) начал успешную сольную карьеру — вдали от мейнстрима, на грани с рок-авангардом.

## История

### Создание
Группа Japan была создана в 1974 году школьными друзьями: братья Дэвид Силвиан (наст. имя — Дэвид Алан Бэтт) и Стив Джансен (наст. имя — Стивен Бэтт) и Мик Карн (наст. имя — Антоний Микаэлидис) учились в Catford Boys' School в Лондоне. Дэвид и Стив выбрали себе псевдонимы в честь участников группы New York Dolls Сильвена Сильвена (англ. Sylvain Sylvain) и Дэвида Йохансена (англ. David Johansen) соответственно. Изначально вокалистом был Мик Карн, Стив Джансен играл на барабанах, а Дэвид Силвиан был бэк-вокалистом и гитаристом. Однако перед выступлением группы на свадьбе брата Мика Карна 1 июня 1974 года Мик сказал Дэвиду, что забыл текст песен, и попросил Дэвида, автора этих песен, исполнить их — с тех пор вокалистом группы стал Дэвид Силвиан. Вскоре в группе появился клавишник Ричард Барбиери — ещё один одноклассник Силвиана и Карна. В конце 1975 года, откликнувшись на объявление в журнале Melody Maker, к группе присоединился гитарист Роб Дин. Первоначально группа не имела названия, и перед первым живым выступлением Дэвид Силвиан предложил временное название Japan, которое вскоре стало постоянным. С 1976 года группа начинает регулярно выступать. Первое выступление в полном составе состоялось 14 февраля 1976 года в Голдсмитском колледже. В мае 1977 года группа заключила контракт с западногерманским лейблом Ariola Hansa (Hansa Records), на котором в конце того же года началась запись их дебютного альбома в жанре глэм-рок Adolescent Sex. Спустя годы, сохранившиеся демозаписи 1977 года были изданы лейблом Hickory на CD.

### Начало карьеры: глэм-рок
Запись альбома Adolescent Sex, продюсером которого выступил Рэй Сингер, началась в конце 1977 года. 31 марта 1978 года был выпущен первый сингл с альбома — Don’t Rain On My Parade, а 8 апреля сам альбом. Затем были выпущены синглы The Unconventional и Adolescent Sex. Чтобы избежать споров по поводу провокационного названия Подростковый Секс, лейбл RCA Victor переименовал альбом в Japan в Австралии и Новой Зеландии. Альбом не имел коммерческого успеха на родине группы — в Великобритании, а также в Америке, так как там глэм-рок уже потерял свою актуальность. Зато в Японии за неделю было продано 100 000 копий альбома и он занял 20 место в Oricon Albums Chart. Сингл Adolescent Sex попал в чарты Нидерландов, Бельгии и Франции.
В 1982 году, уже после распада группы, Дэвид Силвиан в интервью журналу Smash Hits так говорил об альбоме Adolescent Sex:

Я сожалею о первом альбоме, Adolescent Sex, в том смысле, что мы были слишком молоды, слишком наивны, чтобы его делать. Люди вокруг нас должны были это понять и не выпускать его. Второй альбом вполне подошёл бы как первый альбом.
Оригинальный текст (англ.)I regret the first album, 'Adolescent Sex', in the sense that we were too young, too naive to make it. The people around us should have realised that and not had it released. The second album is okay as a first album.

После коммерческого провала альбома Adolescent Sex в Великобритании звукозаписывающая компания потребовала от группы записать ещё один альбом, который на этот раз был ориентирован на американский и европейский рынки. И летом 1978 года началась запись альбома Obscure Alternatives. 19 октября был выпущен сингл Sometimes I Feel So Low (в том же месяце он также выходил на обратной стороне сингла Adolescent Sex), а 27 октября состоялся релиз альбома. Obscure Alternatives тоже не увенчался успехом в Великобритании, но занял 21 место в японском хит-параде и получил в Японии статус «золотого».

### Смена стиля

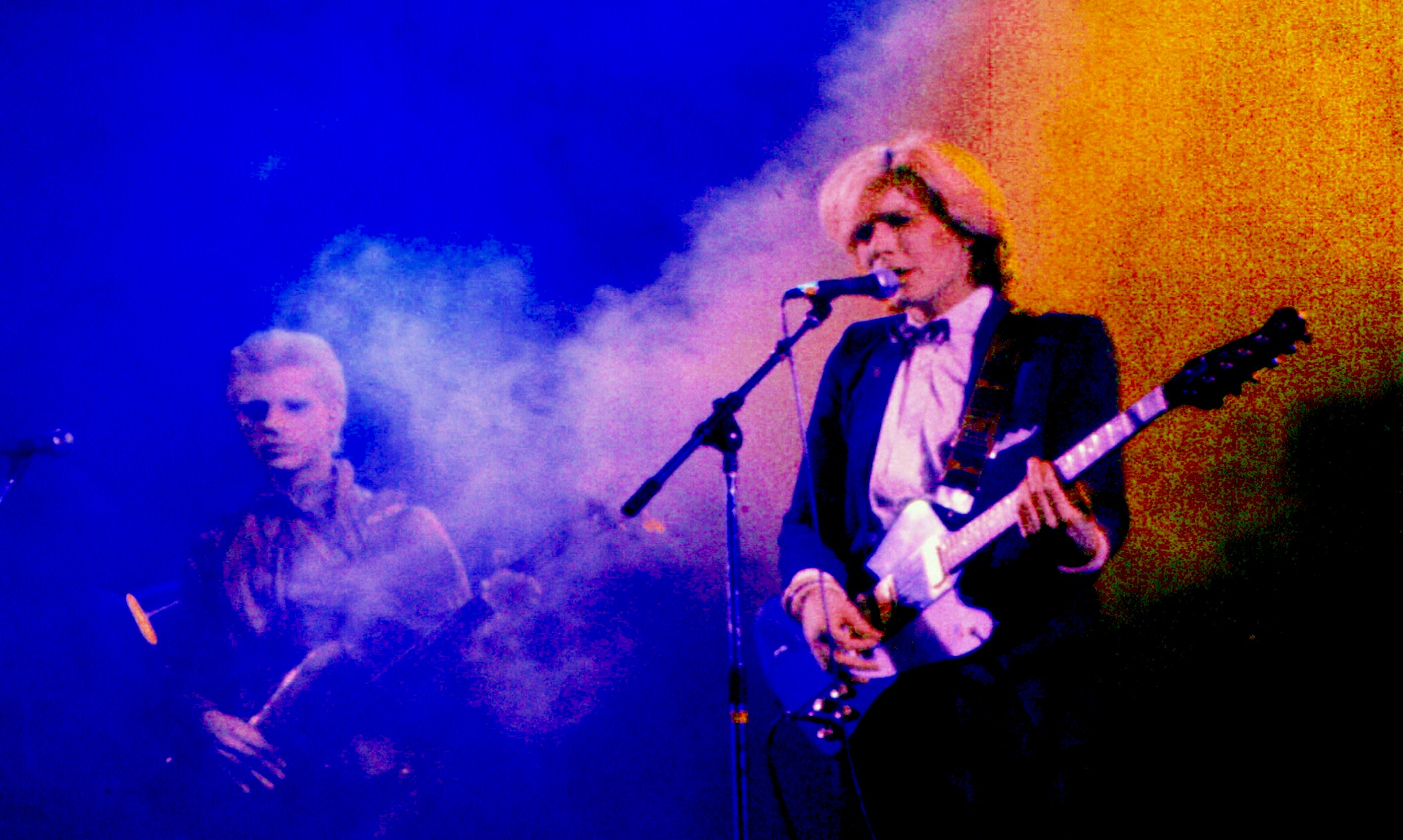
Мик Карн и Дэвид Силвиан. Выступление Japan в Торонто 24 ноября 1979 года

В 1979 году в сотрудничестве с диско-продюсером Джорджо Мородером был записан сингл Life in Tokyo, который стал отправной точкой в переходе группы от глэм-рока к синти-попу. Хоть тогда синглу и не удалось стать хитом в Великобритании, в 1982 году он был выпущен вновь и занял 28 место в хит-параде.
Группа также отказалась от глэм-имиджа и последний раз появилась в таком виде на концерте в апреле 1979 года в Амстредаме. В июне началась запись нового альбома. Ранний материал для него был отброшен, включая трек European Son, который в сентябре 1981 года был выпущен на сборнике Assemblage. Затем группа обратилась к продюсеру Roxy Music Джону Пунтеру (англ. John Punter), но в то время он был занят, и тогда группа начала записываться с Саймоном Нейпир-Беллом (англ. Simon Napier-Bell). В дальнейшем, Пунтер тесно сотрудничал с группой Japan и участвовал в создании ещё двух её альбомов. Альбом Quiet Life был издан 20 декабря 1979 года в Японии, Германии и Канаде и только 4 января 1980 года в Великобритании, где занял 53 место в чарте. Quiet Life стал последним студийным альбомом Japan, который выпустил лейбл Hansa Records. Заглавный трек был выпущен в качестве сингла 19 августа 1979 года, а его переиздание 1981 года заняло 19 место в UK Singles Chart. Альбом упоминается в альманахе 1001 Albums You Must Hear Before You Die (рус. Тысяча и один музыкальный альбом, который стоит прослушать, прежде чем вы умрёте).
Весной 1980 года был записан и издан сингл с песней I Second That Emotion, написанной Смоки Робинсоном (англ. Smokey Robinson) и Альфредом Кливлендом (англ. Al Cleveland) в 1967 году. В одних странах он вышел как самостоятельный сингл, в других — на обратной стороне сингла Quiet Life. В июле 1982 года сингл был переиздан и занял 9 место в UK Singles Chart.

### Последние годы

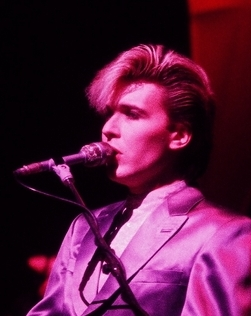
Дэвид Силвиан, 1982

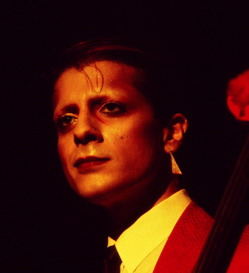
Мик Карн, 1982

После ухода с лейбла Ariola Hansa группа Japan подписала контракт с Virgin Records, на котором в августе 1980 года началась запись альбома Gentlemen Take Polaroids. Одноимённый сингл вышел 10 октября 1980 года и достиг позиции #60 в UK Singles Chart, став первым синглом группы, попавшим в британский чарт. Альбом был выпущен 24 октября и занял 51 место в чарте. В феврале 1981 года группа устроила Polaroids Tour в поддержку альбома. В связи с тем, что было продано более 100 000 его копий, в 1986 году альбом был сертифицирован BPI как «золотой».
Звучание музыки Japan и их внешний вид постепенно эволюционировали, и в начале 1980-х группу часто стали причислять к движению «новых романтиков». Однако группа отрицала свою причастность к данному направлению, и, в частности, в интервью газете The Tuscaloosa News в июле 1981 года Дэвид Силвиан заявил, что ему не нравится ассоциироваться с ними. О схожем внешнем виде Japan и некоторых новых романтиков он сказал: «Для них [новых романтиков] сценический образ — это лишь костюм. А для нас это образ жизни. Мы так выглядим и одеваемся каждый день».
Весной 1981 года, перед записью нового альбома, группу покинул гитарист Роб Дин. Записанный летом 1981 года Tin Drum вышел 13 ноября 1981 года и стал самым успешным студийным альбомом группы, заняв 12 место в британском хит-параде и получив «золотой» статус от BPI в 1982 году. Четыре из восьми треков альбома были выпущены в виде синглов в Великобритании (The Art of Parties, Cantonese Boy, Visions of China и Ghosts). Из них наиболее коммерчески успешным был Ghosts, который достиг #5 в Великобритании, и с которым группа выступила на передаче Top of the Pops. Visions of China и Cantonese Boy попали в британский Топ 40. 6 сентября 2011 года альбом получил награду BBC Radio 6 Music как «лучший альбом 1981 года».
В начале 1982 года различные интервью в прессе содержали намёки на возможный распад группы. Помимо творческих, усугублялись и личные разногласия между участниками. В частности, отношения между Силвианом и Карном испортились из-за того, что подруга Мика Карна — японский фотограф Юка Фудзи (англ. Yuka Fujii) — ушла от него к Дэвиду Силвиану. Чтобы развеять слухи, группа организовала тур Sons Of Pioneers.
|  | Быть в центре всего этого было очень сложно. Закулисное напряжение в туре было невероятным. У Мика довольно сильное эго. В те дни он был очень настойчивым в том, что он хотел сделать. Во время записи Tin Drum он начал строить планы на запись сольного альбома, и Дэйв не был этому рад. И между ними сразу же обострилась проблема с подружкой. Мик никогда не справлялся с этими проблемами. Я не думаю, что вы бы смогли.Стив Джансен в интервью газете The Observer, 2005 |

В начале 1980-х годов с группой некоторое время сотрудничал японский мультиинструменталист и экспериментальный клавишник Рюити Сакамото (яп. 坂本 龍一) из Yellow Magic Orchestra. Например, он является одним из авторов композиции Taking Islands in Africa из альбома Gentlemen Take Polaroids. Также, после ухода Роба Дина, в качестве гитариста и клавишника с группой сотрудничал Масами Цутия (яп. 土屋 昌巳), который участвовал в записи концертного альбома Oil on Canvas, вышедшего в июне 1983 года и занявшего 5 место в британском чарте.
Последнее выступление группы Japan состоялось 16 декабря 1982 года в Нагое.

### После распада

#### Сольная карьера участников
Дэвид Силвиан начал успешную сольную карьеру и выпустил более 20 студийных альбомов, в том числе в сотрудничестве с Хольгером Шукаем, Рюити Сакамото, Робертом Фриппом и многими другими музыкантами. Его дебютный альбом Brilliant Trees вышел в 1984 году и занял 4 место в UK Album Charts.
Мик Карн выпустил свой первый сольный альбом Titles сразу после того, как Japan объявила о своём распаде. В дальнейшем он сотрудничал с такими музыкантами, как Гэри Ньюман, Кейт Буш, Джоан Арматрейдинг, Мидж Юр и прочими. В 2006 году основал лейбл MK (сокр. от Mick Karn). Помимо музыки также занимался изготовлением скульптур, первые выставки которых прошли в конце 1980 года в Лондоне и Токио. В июне 2010 года Карн объявил на своём веб-сайте, что у него обнаружен рак на последней стадии. 4 января 2011 года Мик Карн скончался в своём доме в Лондоне.
Ричард Барбиери стал клавишником в британской прогрессив-рок-группе Porcupine Tree. Стив Джансен активно сотрудничал со своим братом Дэвидом Силвианом. Роб Дин тоже сотрудничал с различными музыкантами и в 1984 году состоял в группе Illustrated Man, которая выпустила один студийный альбом и просуществовала один год.

#### Rain Tree Crowи другие проекты
В 1986 году Мик Карн и Дэвид Силвиан записали альбом Dreams Of Reason Produce Monsters (#89) и сингл Buoy (#63).
В сентябре 1989 года Силвиан, Карн, Джансен и Барбиери воссоединились под названием Rain Tree Crow (с англ. — «Ворона дождевого дерева»). В апреле 1990 года они завершили запись одноимённого альбома, в феврале 1991 года выпустили сингл Blackwater, а в апреле сам альбом. Альбом оказался успешным и занял 24 место в UK Album Chart, 49 место в японском чарте, 61 в нидерландском и 33 в шведском, а также был хорошо принят критикой. Однако вскоре после выхода альбома участники группы вновь разошлись. В дальнейшем, полноценных воссоединений Japan не было.
В 1993 году Стив Джансен, Ричард Барбиери и Мик Карн создали группу Jansen/Barbieri/Karn (сокр. JBK) и собственный лейбл Medium Productions. Группа сотрудничала с фронтменом Porcupine Tree Стивеном Уилсоном, бывшим гитаристом Japan Робом Дином, Азизом Ибрагимом, Дэвидом Торном, Сугизо, Масами Цутия (ранее сотрудничал с Japan), саксофонистом Тэо Трэвисом и другими музыкантами.
В 2005 году Дэвид Силвиан, Стив Джансен и Бернд Фридман создали группу Nine Horses (с англ. — «Девять лошадей») и выпустили один альбом и один мини-альбом.

## Состав
- Дэвид Силвиан — вокал, гитара, клавишные (1974—1982, 1990—1991)
- Мик Карн — бас-гитара, саксофон, бэк-вокал (1974—1982, 1990—1991; умер в 2011)
- Стив Джансен — ударные, клавишные (1974—1982, 1990—1991)
- Ричард Барбиери — клавишные, синтезатор (1974—1982, 1990—1991)
- Роб Дин — гитара (1975—1981)

## Дискография
| - 1978 — Adolescent Sex - 1978 — Obscure Alternatives - 1979 — Quiet Life - 1980 — Gentlemen Take Polaroids - 1981 — Tin Drum - 1980 — Live in Japan (мини-альбом) - 1983 — Oil on Canvas - 1978 — Don’t Rain On My Parade - 1978 — Adolescent Sex - 1978 — The Unconventional - 1978 — Sometimes I Feel So Low - 1979 — Deviation - 1979 — Life In Tokyo - 1979 — Quiet Life - 1980 — Quiet Life / Second That Emotion - 1980 — I Second That Emotion - 1980 — Gentlemen Take Polaroids - 1981 — The Art of Parties - 1981 — Visions Of China - 1981 — European Son (remix) - 1982 — Ghosts - 1982 — Cantonese Boy - 1982 — Nightporter - 1983 — All Tomorrow’s Parties - 1983 — Canton - 2019 — Quiet Life / Life In Tokyo - 2019 — European Son / Suburban Berlin | - 1978 — 日本語シートレコード - 1980 — Gentlemen Take Polaroids (2×7") - 1980 — Nightporter - 1982 — Cantonese Boy (2×7") - 1980 — Special Edition — Five Song — Extended Play - 1981 — The Singles - 1981 — The Singles — The Best - 1981 — Assemblage - 1982 — Japan - 1984 — Exorcising Ghosts - 1989 — Souvenir from Japan - 1991 — The Other Side of Japan - 1994 — Best Selection - 1996 — Japan Is the Masterpiece, but New Too - 1996 — The Singles - 1996 — In Vogue - 1997 — The Masters - 1998 — The Best of Japan (Eternal Best) - 2000 — The Collection - 2002 — The Best of Japan — Original Hits - 2002 — The Best of Japan - 2006 — The Very Best of Japan - 2009 — The Collection - 1996 — A Tribute To Japan : Life In Tokyo - 1983 — Oil on Canvas (VHS, Betamax, LaserDisc) - 1984 — Instant Pictures (VHS, Betamax, LaserDisc) - 2001 — Video Hits (DVD) - 2006 — The Very Best of Japan (DVD) |

## Видеоклипы
- Don’t Rain On My Parade
- Communist China
- Adolescent Sex
- Sometimes I Feel So Low
- Life In Tokyo
- Quiet Life
- I Second That Emotion
- Gentlemen Take Polaroids
- Swing
- Visions Of China
- Nightporter

###### КакRain Tree Crow
- Blackwater

## Japan в кино
Музыка группы Japan звучит в следующих фильмах:
- 1982 — «Идентификация женщины» (итал. Identificazione di una donna) — «Sons of Pioneers»
- 2008 — «Тот, кто любил Ингве[англ.]» (норв. Mannen som elsket Yngve) — «Ghosts»
- 2014 — «Гордость» (англ. Pride) — «Ghosts»[47]